# Son Yeon-jae
Son Yeon-jae (Seul, 28 maggio 1994) è un'ex ginnasta sudcoreana.

## Carriera
Fresca del suo debutto internazionale, nel 2010 Son Yeon-jae è presto diventata celebre in Corea del Sud per essere stata la prima ginnasta sudcoreana a vincere una medaglia ai Giochi asiatici. In seguito ha iniziato ad allenarsi in Russia presso la scuola di ginnastica di Novogorsk, avendo l'opportunità di lavorare anche con la celebre allenatrice Irina Viner. Due anni dopo ha partecipato ai Giochi olimpici di Londra 2012 ottenendo il quinto posto nella finale della gara individuale.
Son Yeon-jae ha vinto una medaglia d'argento nella palla alle Universiadi di Kazan' 2013, ma è stato il bronzo conquistato ai Mondiali di Smirne 2014 nel cerchio a portarla nuovamente alla ribalta come la prima atleta sudcoreana a vincere una medaglia nella storia di tale competizione.
Nominata ambasciatrice delle Universiadi di Gwangju 2015, la ginnasta sudcoreana non ha deluso le aspettative del pubblico di casa vincendo in totale tre ori (all-around, cerchio e palla) e due medaglie d'argento (clavette e nastro). Presentatasi alle Olimpiadi di Rio de Janeiro 2016 con ambizioni di podio, alla fine ha concluso il concorso individuale al quarto posto con 72.898 punti dietro Hanna Rizatdinova (73.583 punti).
Al termine della rassegna olimpica ha deciso di riprendere i propri studi iscrivendosi all'Università Yonsei. Ciò nonostante, secondo un sondaggio nazionale condotto da Gallup, è stata votata come atleta sudcoreana dell'anno con il 29.8% delle preferenze. Il 18 febbraio 2017 la ginnasta ha annunciato ufficialmente il proprio ritiro dalle competizioni.

## Palmarès
- Campionati mondiali di ginnastica ritmica

Smirne 2014: bronzo nel cerchio.
- Giochi asiatici

Canton 2010: bronzo nella gara all-around.
Incheon 2014: oro nella gara all-around, argento nella gara a squadre.
- Universiadi

Kazan' 2013: argento nella palla.
Gwangju 2015: oro nella gara all-around, nel cerchio e nella palla. Argento nelle clavette e nel nastro.